# Groß Krams
Groß Krams település Németországban, Mecklenburg-Elő-Pomeránia tartományban. Lakosainak száma 178 fő (2023. december 31.).

## Népesség
A település népességének változása:
| Lakosok száma | 183  | 181  | 167  | 177  | 178  |
|               | 2017 | 2019 | 2021 | 2022 | 2023 |